# Alipi de Bizanci
Alipi de Bizanci o Olimpi (en grec antic: Αλύπιος o Ολύμπιος) va ser bisbe de Bizanci a la segona meitat del segle ii. Va succeir a Llorenç I.
No se sap amb seguretat quan va prendre possessió del càrrec, però va ser entre els anys 166 i el 197, i tampoc no se sap quant de temps el va exercir. Algunes fonts diuen que va ser patriarca durant tretze anys, i altres ho limiten a tres anys. La versió més acceptada és la que diu que va governar tres anys, del 166 al 169. El seu successor va ser Pertinàs.